# Milan Puzrla
Milan Puzrla (Veselí nad Moravou, 18 de abril de 1946-24 de mayo de 2021) fue un deportista checoslovaco que compitió en ciclismo en las modalidades de pista, especialista en la prueba de persecución por equipos, y ruta.
Ganó dos medallas de bronce en el Campeonato Mundial de Ciclismo en Pista, en los años 1965 y 1974. En carretera obtuvo una medalla de plata en el Campeonato Mundial de Ciclismo en Ruta de 1970, en la prueba de contrarreloj por equipos.
Participó en tres Juegos Olímpicos de Verano, entre los años 1968 y 1976, ocupando el quinto lugar en México 1968, en la disciplina de persecución por equipos, y el quinto en Montreal 1976, en la prueba de carretera de contrarreloj por equipos.

## Medallero internacional

### Ciclismo en pista
| Campeonato Mundial | Campeonato Mundial     | Campeonato Mundial | Campeonato Mundial          |
| Año                | Lugar                  | Medalla            | Competición                 |
| ------------------ | ---------------------- | ------------------ | --------------------------- |
| 1965               | San Sebastián (España) | Medalla de bronce  | Persecución por equipos (A) |
| 1974               | Montreal (Canadá)      | Medalla de bronce  | Persecución por equipos (A) |

### Ciclismo en ruta
| Campeonato Mundial | Campeonato Mundial      | Campeonato Mundial | Campeonato Mundial       |
| Año                | Lugar                   | Medalla            | Competición              |
| ------------------ | ----------------------- | ------------------ | ------------------------ |
| 1970               | Leicester (Reino Unido) | Medalla de plata   | Contrarreloj por equipos |